# Cary Bates
Cary Bates (* 1948 in Pennsylvania) ist ein US-amerikanischer Comic- und Drehbuchautor.

## Leben und Arbeit
Bates begann bereits im Alter von dreizehn Jahren Ideen für Titelblätter bei dem Verlag DC-Comics einzureichen. Nachdem 1964 das erste von ihm ersonnene Titelblatt als Cover für ein von DC publiziertes Comicheft (Superman #164) verwendet wurde, begann Bates seine Zusammenarbeit mit DC zu intensivieren, so dass er ab 1967, im Alter von nur siebzehn Jahren hauptberuflicher Autor angestellt wurde. 
In den 1960er bis 1980er Jahren verfasste er dabei insbesondere zahllose Geschichten über die populärste Figur in DCs Verlagsprogramm, den Superhelden Superman für Serien wie Superman, Action Comics, World's Finest und Lois Lane. Hinzu kamen in den 1970er Jahren Arbeiten an den Serien Legion of Super-Heroes, Justice League of America und The Flash und in den 1980er Jahren Arbeiten an der Serie Captain Atom.
Darüber hinaus textete Bates die Zeitungscomicstrips The Lone Ranger (1980 bis 1983) und Buck Rogers in the 25th Century (1981 bis 1983), arbeitete gemeinsam mit seinem Freund Mario Puzo, den er bei den Vorbereitungen des Superman-Films von 1978 kennengelernt hatte, an verschiedenen Drehbüchern (so für den Film Christopher Columbus – Der Entdecker von 1992) und schrieb die von Disney produzierte Zeichentrickserie Gargoyles – Auf den Schwingen der Gerechtigkeit.